# Episteme conspicua
Episteme conspicua är en fjärilsart som beskrevs av Rothschild 1896. Episteme conspicua ingår i släktet Episteme och familjen nattflyn. Inga underarter finns listade i Catalogue of Life.